# Oberönz

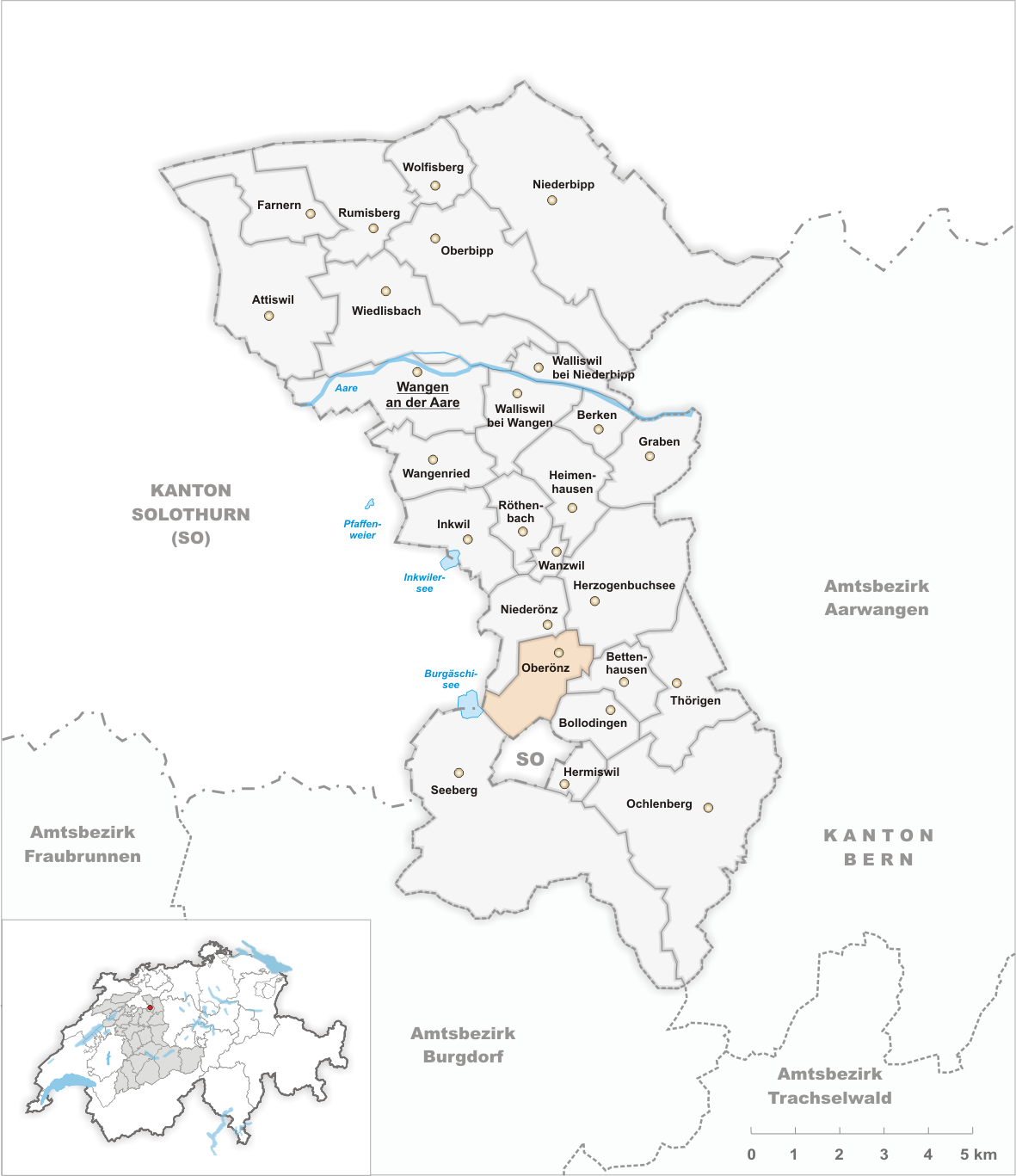
Gemeindestand vor der Fusion am 1. Januar 2008

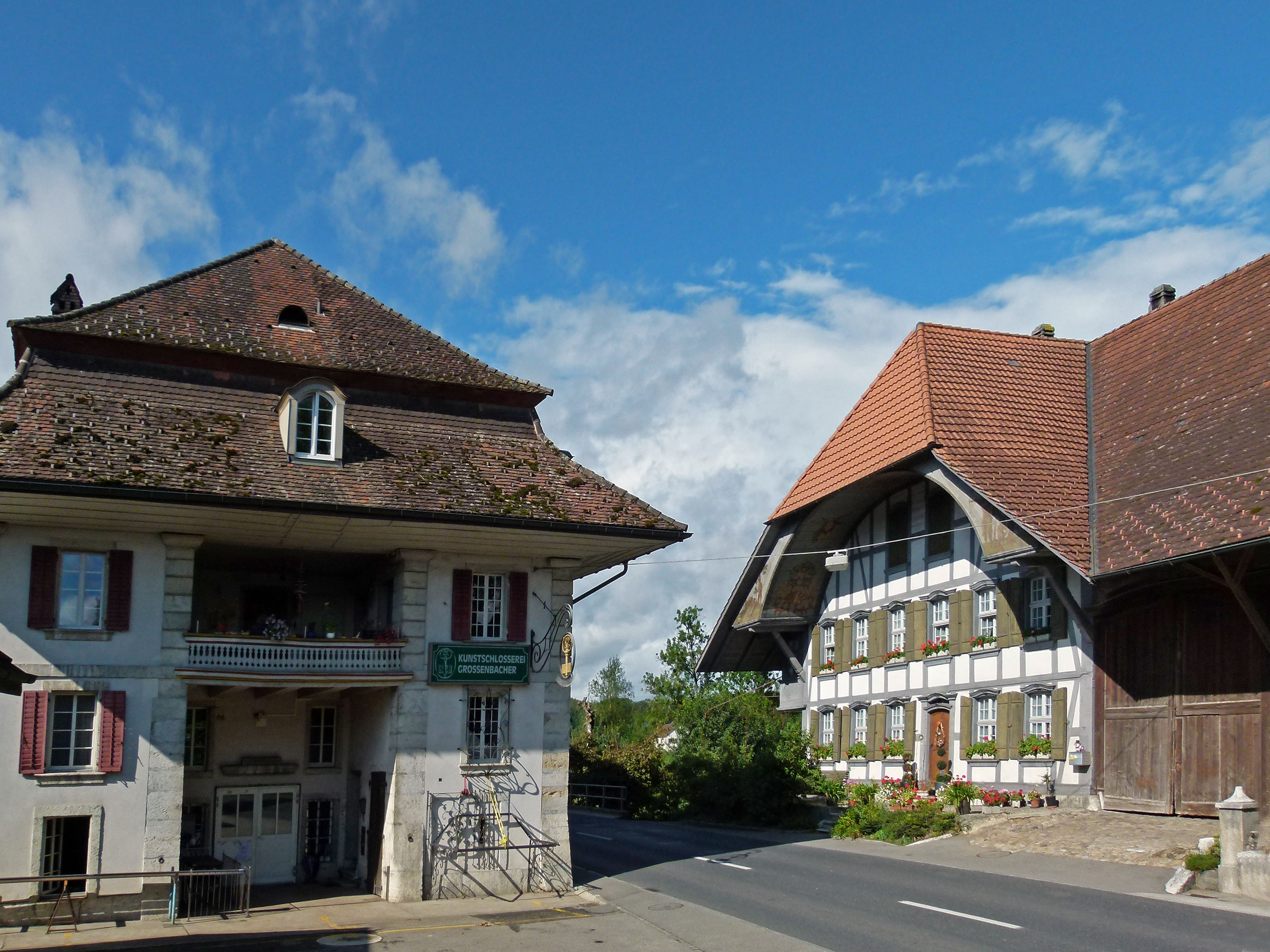
Mühle und Bauernhof Oberönz

Oberönz ist eine Ortschaft in der politischen Gemeinde Herzogenbuchsee im Schweizer Kanton Bern. Bis zum 31. Dezember 2007 war Oberönz eine eigene politische Gemeinde im Amtsbezirk Wangen. Am 1. Januar 2008 fusionierte sie zur Gemeinde Herzogenbuchsee (heute Verwaltungskreis Oberaargau).

## Geographie
Oberönz liegt auf 465 m ü. M., einen Kilometer südwestlich von Herzogenbuchsee und acht Kilometer westsüdwestlich der Stadt Langenthal (Luftlinie). Das Dorf erstreckt sich in der breiten Schotterebene der Önz, an deren Austritt aus den Molassehügeln des höheren Mittellandes, im Oberaargau.
Das 3,0 km² grosse ehemalige Gemeindegebiet umfasst einen schwach reliefierten Abschnitt des nördlichen Berner Mittellandes. Der Hauptteil des Gebietes wird von der bis zu 2 km breiten Ebene der Önz bei Herzogenbuchsee eingenommen. Die Önz fliesst von Süden nach Norden durch den Gemeindebann. Im Südwesten wird die Ebene von den Waldhügeln Aspi (490 m ü. M.) und Neuholz begrenzt. Auf der Nordflanke der Höhe von Steinhof wird mit 535 m ü. M. der höchste Punkt von Oberönz erreicht. Im äussersten Westen erstreckt sich das ehemalige Gemeindegebiet in das Moorgebiet Chlepfimoos und bis fast an das Ufer des Burgäschisees. Von der Gemeindefläche entfielen 1997 14 % auf Siedlungen, 38 % auf Wald und Gehölze und 48 % auf Landwirtschaft.
Zu Oberönz gehört die Aussensiedlung Moos (465 m ü. M.) am Nordrand des Aspiwaldes.

## Bevölkerung
Mit 941 Einwohnern (Ende 2007) gehörte Oberönz zu den kleineren Gemeinden des Kantons Bern. Im Jahr 2000 waren von den Bewohnern 90,8 % deutschsprachig, 3,6 % türkischsprachig, und 2,3 % sprachen Albanisch (Stand 2000). Die Bevölkerungszahl von Oberönz belief sich 1850 auf 385 Einwohner, 1900 auf 327 Einwohner. Im Verlauf des 20. Jahrhunderts stieg die Bevölkerungszahl bis 1960 langsam auf 463 Personen an. Danach wurde bis 1990 eine rasche Bevölkerungszunahme verzeichnet. Seither pendelt die Einwohnerzahl stets im Bereich von etwa 880 Personen. Das Siedlungsgebiet von Oberönz ist heute lückenlos mit denjenigen von Herzogenbuchsee und Niederönz zusammengewachsen.

## Wirtschaft
Oberönz war bis in die zweite Hälfte des 20. Jahrhunderts ein vorwiegend durch die Landwirtschaft geprägtes Dorf. Noch heute haben der Ackerbau dank den fruchtbaren Böden sowie die Viehzucht und die Forstwirtschaft einen wichtigen Stellenwert in der Erwerbsstruktur der Bevölkerung. Weitere Arbeitsplätze sind im lokalen Kleingewerbe und im Dienstleistungssektor vorhanden. In Oberönz sind heute Betriebe des Bau- und Transportgewerbes und eine Kunstschlosserei vertreten. In den letzten Jahrzehnten hat sich das Dorf zu einer Wohngemeinde entwickelt. Viele Erwerbstätige sind deshalb Wegpendler, die hauptsächlich in der Region Langenthal-Herzogenbuchsee, teilweise auch im Raum Solothurn arbeiten.

## Verkehr
Die Ortschaft ist verkehrstechnisch recht gut erschlossen. Sie liegt nahe der Hauptstrasse 1 von Bern nach Zürich, von der hier die Staatsstrasse nach Solothurn abzweigt. Durch eine Buslinie, welche die Strecke von Herzogenbuchsee nach Wynigen bedient, ist Oberönz an das Netz des öffentlichen Verkehrs angebunden.

## Geschichte
Die erste urkundliche Erwähnung des Ortes erfolgte 1139 unter dem Namen Oentze. Später erschienen die Bezeichnungen Onza (1166), Onze (1248), Honzen (1258), Uenzo (1263) und Onz (1278); eindeutig ist erst der Name von 1356 (Obernönze). Danach sind auch die Schreibweisen Ober Öntze (1367), Obernöntz und Obren Entz (1378) überliefert.
Im Mittelalter unterstand Oberönz zunächst der Oberhoheit der Herzöge von Zähringen, ab 1218 unter derjenigen der Kyburger und gehörte zum Hofgericht der Propstei Herzogenbuchsee. Im Jahr 1406 gelangte Oberönz unter Berner Herrschaft und wurde der Vogtei Wangen zugeordnet. Nach dem Zusammenbruch des Ancien Régime (1798) gehörte das Dorf während der Helvetik zum Distrikt Wangen und ab 1803 zum Oberamt Wangen, das mit der neuen Kantonsverfassung von 1831 den Status eines Amtsbezirks erhielt. Auf den 1. Januar 2008 fusionierte die Gemeinde Oberönz mit der Gemeinde Herzogenbuchsee.

## Sehenswürdigkeiten
Im alten Ortskern sind einige charakteristische Bauernhäuser des bernischen Landstils aus dem 17. bis 19. Jahrhundert erhalten. Oberönz besitzt keine eigene Kirche, es gehört zur Pfarrei Herzogenbuchsee.